# The Barbra Streisand Album
The Barbra Streisand Album es el título del álbum de estudio debut de Streisand en solitario. Editado en febrero de 1963, contiene once temas de los que solía interpretar en los clubes nocturnos. El álbum fue muy bien recibido tanto por la crítica como por el público, ganando tres Grammy , entre ellos, el de Álbum del Año y el de Mejor Interpretación Femenina

## Información del álbum
Barbra Streisand firmó su contrato con Columbia Records el 1 de octubre de 1962. Rápidamente grabaron dos "singles", Happy Days Are Here Again / When The Sum Comes Out y My Coloring Book / Lover, Come Back To Me, en versiones distintas a las que más tarde aparecerían en los álbumes.
Del primero se editaron solamente 500 copias, lo cual resultó ser un fracaso comercial estrepitoso (curiosamente "Happy Days" se convertiría con el tiempo en una de los temas representativos de Streisand), y del segundo se vendieron 60.000 copias.
Al hacer los planes para su primer disco, se llegó a la conclusión de que, como había creado su éxito en los clubes nocturnos, el disco debía captar la fresura y la espontaneidad de una actuación en directo. Dio la casualidad de que Streisand tenía firmado un contrato de un mes con el Bon Soir. Así grabaron tres noches en el local, empezando el 5 de noviembre de 1962, pero no contentos con el sonido, decidieron meterse en el estudio los días 23, 24 y 25 de enero de 1963, para grabar los mismos temas con una calidad mucho superior aunque el presupuesto, 18.000 dólares, demostraba la poca confianza de la compañía en Barbra. Harold Arlen recomendó a Peter Matz como arreglista. Ese fue el principio de una larga y creativa amistad entre Matz y Streisand.
Peter Matz recordaba: "Teníamos muy pocas combinaciones; solamente cuatro o cinco instrumentos ya que, Mike Berniker, el productor del álbum, dijo, "Mira, no podemos gastar mucho dinero en esto, no sabemos si esta chica va a vender discos" y el pobre Mike caminaba por la cuerda floja entre los jefazos, Barbra y yo. Subía corriendo y les decía "Está grabando ¿Quién teme a lobo feroz? y ellos gritaban '¡Qué!'; entonces bajaba y nos decía "¿Tenéis que grabar esto?", y Barbra gritaba: "¡Sí, maldita sea!, ¡Irá en el álbum!". El trabajo de Mike fue muy duro: luchó para que ella lo hiciera a su manera." 
La fotografía de la portada fue tomada durante una de las grabaciones en el Bon Soir.
El disco se presentó el 25 de febrero de 1963.

## Lista de temas
1. "Cry Me a River" (Arthur Hamilton) - 3:41
2. "My Honey's Lovin' Arms" (Joseph Meyer, Harry Ruby) - 2:20
3. "I'll Tell the Man in the Street" (Lorenz Hart, Richard Rodgers) - 3:15
4. "A Taste Of Honey" (Ric Marlow, Bobby Scott) - 2:57
5. "Who's Afraid of the Big Bad Wolf?" (Frank Churchill, Ann Ronell)  - 2:35
6. "Soon It's Gonna Rain" (Tom Jones, Harvey Schmidt) - 3:50
7. "Happy Days Are Here Again" (Milton Ager, Jack Yellen) - 3:11
8. "Keepin' Out of Mischief Now" (Andy Razaf, Thomas Waller) - 2:17
9. "Much More" (Tom Jones, Harvey Schmidt) - 3:07
10. "Come to the Supermarket in Old Peking" (Cole Porter) - 2:02
11. "A Sleepin' Bee" (Harold Arlen, Truman Capote) - 4:25

## Lista de ventas
| \| US Billboard Pop Albums Chart (1963) \| \| \| ------------------------------------ \| --- \| \| Posición más alta \| 8 \| \| Semanas en lista \| 101 \| \| Certificación \| ORO \| |     |
| US Billboard Pop Albums Chart (1963) |     |
| Posición más alta | 8   |
| Semanas en lista | 101 |
| Certificación | ORO |

## Grammy Awards
| \| Grammy Awards (1963) \| \| \| --------------------------------------------------------------- \| ---------- \| \| Grammy Award for Album of the year \| PREMIO \| \| Grammy Award for Best Vocal Performance, Female \| PREMIO \| \| Grammy Award for Record of the Year "Happy Days Are Here Again" \| Nominación \| \| Grammy Award for Best Best Album Cover \| PREMIO \| |            |
| Grammy Awards (1963) |            |
| Grammy Award for Album of the year | PREMIO     |
| Grammy Award for Best Vocal Performance, Female | PREMIO     |
| Grammy Award for Record of the Year "Happy Days Are Here Again" | Nominación |
| Grammy Award for Best Best Album Cover | PREMIO     |

En enero de 2004, el álbum fue incluido en el Grammy Hall of Fame

## Créditos
- Producción: Mike Berniker
- Arreglos y dirección: Peter Matz
- Ingenieros de sonido: Fred Plaut & Frank Laico
- Diseño de cubierta: John Berg
- Fotografía de portada: Hank Parker
- Notas: Harold Arlen